# Нитрозофенолы
Нитрозофенолы (гидроксинитробензолы) — органические вещества, содержащие нитрозо- и гидроксогруппы, присоединённые к бензольному кольцу. Имеют общую формулу C6H6-(x+y+z)(OH)x(NO)yRz.

## Физические и химические свойства
Наиболее известен 4-нитрозофенол, который представляет собой бесцветное кристаллическое вещество, хорошо растворимое в органических растворителях и умеренно растворимое в воде. Как и его замещённые аналоги, 4-нитрозофенол находится в таутомерном равновесии нитрозоформы и хиноноксимной формы:
2-Нитрозофенолы образуют внутримолекулярную водородную связь, а 4-нитрозофенолы в твёрдом состоянии представляют собой димеры.
Нитрозофенолы обладают всеми свойствами фенолов и нитрозосоединений ароматического ряда: нитрозогруппа способна восстанавливаться до аминогруппы при действии восстановителей, а при окислении превращаться в нитрогруппу. При действии галогенов протекает замещение в ароматическом ядре по механизму реакции Фриделя-Крафтса. Гидроксиламин образует с нитрозофенолами бензохинондиоксимы.
Кроме того, нитрозофенолы способны образовывать окрашенные комплексы с ионами тяжёлых металлов.

## Получение и применение
Синтез 4-нитрозофенола заключается в мягком восстановлении нитроаренов или мягком окислении арилгидроксиламинов:
{\displaystyle {\mathsf {Ar(OH)NO_{2}{\xrightarrow[{}]{[H]}}ArNO{\xleftarrow[{}]{[O]}}Ar(OH)NHOH}}}
в действии на фенол нитрита натрия:
{\displaystyle {\mathsf {ArNO_{2}+B{\xrightarrow[{H^{+}X^{-}}]{NaNO_{2}}}Ar(OH)NO}}}
а также с помощью металлоорганического синтеза по реакции с нитрозилхлоридом:
{\displaystyle {\mathsf {Ar(OH)MgCl+NOCl{\xrightarrow[{}]{}}Ar(OH)NO+MgCl_{2}}}}
либо в реакции п-бензохинона с гидроксиламином
Качественный анализ нитрозофенолов проводят по реакции Либермана, а количественный — по объёму выделяющегося азота в реакции с фенилгидразином в среде уксусной кислоты.
Нитрозофенолы используются при получении красителей, например, феноксазинов.
Нитрозофенолы токсичны; вызывают дерматиты.